# Rainald I. von Dammartin
Rainald I. von Dammartin (franz.: Renaud de Dammartin), in den Chroniken zumeist Rainald von Boulogne genannt (* um 1165; † 1227), war von 1190 bis 1211 Graf von Boulogne, von 1200 bis 1211 Graf von Dammartin, von 1204 bis 1206 Graf von Aumale und von 1206 bis 1211 Graf von Mortain. Er war ein Sohn des Grafen Aubry II. von Dammartin und der Mathilde de Clermont. Sein jüngerer Bruder war Simon von Dammartin.
Er wurde vor allem für seinen mehrmaligen Verrat an König Philipp II. August von Frankreich bekannt.

## Leben

Familienwappen Rainalds I. von Dammartin

Aufgewachsen am französischen Hof wurde er ein Jugendfreund des späteren Königs Philipp II. August, kämpfte zunächst aber – auf Anordnung seines Vaters – unter der Fahne der Plantagenet. Nach dem Tod Heinrichs II. Plantagenet 1189 unterwarfen sich die Dammartin der Krone. Rainald heiratete eine Cousine des Königs, Marie von Châtillon, Tochter des Herren Guido II. von Châtillon und der Alix von Dreux.
Aber auf Anraten König Philipps II. verstieß Rainald um 1190 seine Frau und entführte Ida von Elsass († 1216), Tochter des Matthäus von Elsass und der Maria von Blois. Ida war die Gräfin von Boulogne und schon zwei Mal verwitwet. Durch die erzwungene Ehe mit Ida 1191 kam er in den Besitz von Boulogne, das bis dahin ein Lehen des Grafen von Flandern war. Rainald aber nahm die Grafschaft als Lehen direkt vom König von Frankreich, der somit den mächtigen Grafen von Flandern schwächen wollte. Durch die Trennung von seiner ersten Frau hatte sich Rainald allerdings deren familiären Anhang aus dem Hause Dreux, namentlich Bischof Philipp von Beauvais, zum Feind gemacht. Zu ihnen gesellte sich auch der benachbarte Graf von Guînes, der zuvor mit Ida verlobt gewesen war. Nach einer Fehde mit dem Grafen Hugo IV. von Saint-Pol 1197 wechselte Rainald auf die Seite Richard Löwenherz’, kehrte nach dessen Tod 1199 aber wieder an die Seite König Philipps II. zurück, von dem er in Gnaden aufgenommen wurde. Seine Freundschaft zum König schützte ihn einstweilen vor seinen Feinden. 1201 verlobte er seine Tochter mit dem Königssohn Philipp Hurepel, 1204 erhielt er zusätzlich die Grafschaft Aumale übertragen, die er 1206 an seinen Bruder Simon weiterreichte und dafür die Grafschaft Mortain erhielt. Rainald wurde dadurch einer der mächtigsten Herren Nordfrankreichs.

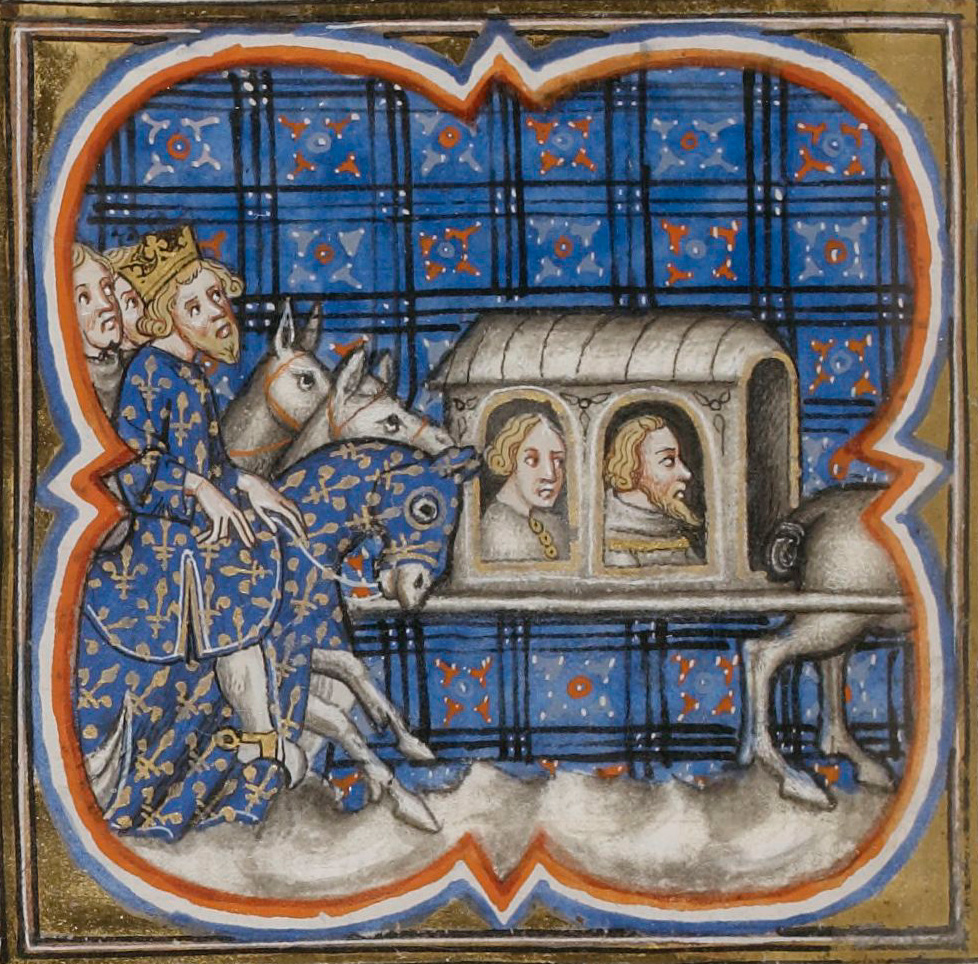
Die gefangenen Grafen Ferrand von Flandern und Rainald von Dammartin werden von König Philipp II. August nach der Schlacht von Bouvines in ihr Gefängnis geführt. (Grandes Chroniques de France, 14. Jahrhundert, Bibliothèque nationale, Paris)

Die Fehde mit Bischof Philipp von Beauvais führte allerdings 1210 zum Bruch mit dem König, den Rainald vor dem versammelten Hof bedroht hatte. Der König eröffnete ein Hofgerichtsverfahren gegen Rainald und besetzte 1211 die Burg von Mortain, die Rainald gegen eine königliche Verfügung befestigt hatte. Anschließend nahm der König auch Boulogne ein, was Rainald zusammen mit seinem Bruder Simon zur Flucht aus Frankreich nötigte. Zusammen mit dem Grafen Ferrand von Flandern zog er im Herbst 1213 an den Hof König Johanns Ohneland nach England, dem sie dort huldigten und damit gegenüber dem König von Frankreich Felonie (Hochverrat) begingen.
Im Frühjahr 1214 kehrten die Verräter mit einem englischen Heer unter dem Grafen von Salisbury nach Flandern zurück und nahmen den Kampf gegen Frankreich auf. Rainald griff im Januar 1214 Cassel an und verwüstete die Grafschaft Guînes im Mai. Anschließend vereinten sie sich mit dem Heer Kaiser Ottos IV. und zogen dem König von Frankreich entgegen. Am 27. Juli 1214 kam es zur entscheidenden Schlacht bei Bouvines, in der Rainald den rechten Flügel des englisch-welfischen Bündnisses anführte. Angeblich soll er von der Schlacht abgeraten haben, da er nicht an einem Sonntag kämpfen wollte, worüber er mit seinem Mitstreiter Hugo von Boves in einen Streit geriet.
Von den Verbündeten kämpfte Rainald bis zuletzt, auch nachdem sich die Niederlage abgezeichnet hatte. Er wurde schließlich wie auch der Graf von Flandern gefangen genommen und zunächst in einen Kerker in Péronne eingesperrt. Später wurde er in die Burg von Goulet überführt, wo er bis zu seinem Tod 1227 in Haft blieb. Kurz zuvor hatte die Regentin Blanka von Kastilien den Grafen von Flandern freigelassen. Gegenüber einer Freilassung Rainalds zögerte sie allerdings, da sie auf ein gutes Einvernehmen mit ihrem Schwager Philipp Hurepel, der inzwischen die Besitzungen seines Schwiegervaters übernommen hatte, angewiesen war. Angeblich soll Rainald die Aussichtslosigkeit seiner Begnadigung erkannt und darauf Selbstmord begangen haben.

## Nachkommen
Rainalds erste Ehe mit Marie von Châtillon blieb kinderlos. Aus seiner zweiten Ehe mit Ida von Elsass hatte er eine Tochter:
- Mathilde (* um 1200; † 1259), Gräfin von Boulogne und Dammartin,

⚭ (1) 1216 Philipp Hurepel (* 1200; † 1234), Graf von Clermont-en-Beauvaisis,
⚭ (2) Alfons III., König von Portugal (* 1210; † 1279).